# Изнар, Людмила Николаевна
Людмила Изнар (14 [26] ноября 1892, Санкт-Петербург — 7 октября 1983) — российская теннисистка.
Чемпионка России (Российской империи) по лаун-теннису в одиночном и смешанном разрядах (1913).

## Биография
Родилась в семье общественного и государственного деятеля Николая Изнара (1851—1932).
Была членом Гунгербургского лаун-теннис клуба.
Её брат Вадим Изнар (1890—1980) был теннисистом, участником Всероссийских теннисных состязаний, а затем инженером и общественным деятелем русского зарубежья. В паре с братом вышла в финал первых в России состязаний на крытых кортах (Петербург, март 1911 года) в миксте.
Выиграла чемпионат России в одиночном и смешанном разрядах 1913 года. Финалистка чемпионата России 1912 года в одиночном разряде (уступила в финале Надежде Мартыновой-Данилевской) и 1914 года в миксте (с Михаилом Сумароковым-Эльстоном; уступили паре сильнейших иностранных участников — Райян и Клейншроту).
Приняла участие в международных соревнованиях на Французской Ривьере (Монте-Карло, 1914).
В конце августа 1918 года играла в открытом состязании в Петрограде. Затем в 1920 году эмигрировала вместе с отцом и братьями. Жила в Париже, последние годы жизни провела в США.